# Petr Bystron
Petr Bystron (ur. 30 listopada 1972 w Ołomuńcu jako Petr Bystroň) – niemiecki polityk czeskiego pochodzenia, deputowany do Bundestagu, poseł do Parlamentu Europejskiego X kadencji.

## Życiorys
Urodził się w Czechosłowacji, jego rodzina wyemigrowała do Niemiec w 1987. Kształcił się w zakresie ekonomii i nauk politycznych. Studiował na Uniwersytecie Ludwika i Maksymiliana w Monachium oraz w powiązanej z TUM Hochschule für Politik München. Zawodowo związany z branżą reklamową i konsultingową.
Przez kilka lat działał w Wolnej Partii Demokratycznej, z której odszedł w 2013. Wstąpił następnie do Alternatywy dla Niemiec, w latach 2015–2017 kierował jej krajowymi strukturami w Bawarii. W 2017 uzyskał mandat deputowanego do Bundestagu. W wyborach w 2021 z powodzeniem ubiegał się o reelekcję. W 2024 został natomiast wybrany do Europarlamentu X kadencji.